# Rasjaant
Rasjaant (mongoliska: Рашаант Сум, Rashaant, Рашаант, Rashaant Sum) är ett distrikt i Mongoliet.   Det ligger i provinsen Bulgan, i den centrala delen av landet, 230 km väster om huvudstaden Ulaanbaatar.